# Dreams Come True
Dreams Come True (jap. ドリームズ・カム・トゥルー Dorīmuzu Kamu Turū) – japoński duet muzyczny założony przez Masato Nakamurę i Miwa Yoshida w 1988 roku. Dorobek wynosi ponad 50 milionów sprzedanych płyt na świecie.

## Historia
Zespół został założyli w 1988 Masato Nakamura, Miwa Yoshida i Takahiro Nishikawa. Czasem jest określany mianem Dorikamu (jap. ドリカム). Pierwszy album nazywał się Dreams Come True, ale dopiero album The Swinging Star został sprzedany w ponad 3 mln sztuk i jest uważany za pierwszy album japońskich artystów sprzedający się w tak dużej ilości. Masato Nakamura (ur. 1958) przez długi czas współpracował z firmą SEGA, co innym powodem dużej (w tamtych czasach) popularności był utwór Sweet Sweet Sweet, będący tyłówką gry Sonic the Hedgehog 3. Większość pochodzi również z innych gier, m.in. Sweet Dreams, będący remiksem utworu Sweet Sweet Sweet, wykonanym wspólnie z Akonem. Warto tu wymienić także temat muzyczny Green Hill Zone (który w 2011 został ponownie wykonany na rzecz gry Sonic Generations.